# Ясут Ель-Сурі
Ясут Ель-Сурі (араб. ياقوت الصوري) — єгипетський футболіст, що грав на позиції захисника за клуб «Аль-Іттіхад» (Александрія), а також національну збірну Єгипту.

## Клубна кар'єра
У футболі відомий виступами у команді «Аль-Іттіхад» (Александрія), кольори якої і захищав протягом усієї своєї кар'єри гравця. 

## Виступи за збірну
Був присутній в заявці збірної на чемпіонаті світу 1934 року в Італії, але на поле не виходив.
У складі збірної був учасником футбольного турніру на Олімпійських іграх 1928 року в Амстердамі.